# La bocca chiusa
La bocca chiusa è un film muto italiano del 1925 diretto da Guglielmo Zorzi.